# マリオン・ジョーンズ
マリオン・ジョーンズ（Marion Jones, 1975年10月12日 - ）は、アメリカ・カリフォルニア州ロサンゼルス出身の女子陸上競技選手。アメリカ以外に、両親の出身地であるベリーズの国籍も持つ。フローレンス・ジョイナーの後継者的存在であり、オリンピックで5つのメダルを獲得したが、禁止薬物の使用を自己申告したことでジョーンズは獲得した全てのメダルを返還、2000年9月以降の全ての陸上記録が抹消された。

## 経歴
バスケットボールと陸上競技の両方に秀でていたジョーンズは、1992年のジュニア世界陸上選手権に出場した後にバスケットボールに軸を移し、ノースカロライナ大学の一員として1994年のNCAA女子バスケットボール選手権で優勝する。怪我により1996年アトランタオリンピックの選考から漏れると、今度は陸上に専念することを決意した。
1997年世界陸上競技選手権大会では、走幅跳では10位だったものの、100mで優勝した。1999年世界陸上競技選手権大会では、4つのタイトルに挑戦したが、100mで優勝、走り幅跳びで3位の後、200mの予選で肉離れにより棄権した。2001年世界陸上競技選手権大会でも圧倒的な実力を持つと見られていたジョーンズだが、100mではウクライナのザンナ・ピンツセビッチとの接戦の末、敗れ銀メダルとなった。陸上転向以降、100mで敗れたのは初めてのことだったが、200mと4x100mリレーでは金メダルを勝ち取った。
アテネオリンピックでは走幅跳で5位、4x100mリレーでは決勝でバトンミスしてしまい失格となった。ジョーンズは取材に対して「完全に失望したわ。なんて言ったらいいか分からないわ」と答えた。しかしまた、オリンピックでの挑戦はこれで終わりではないとも述べ、再挑戦の意向を示した。
2006年6月23日の全米選手権において100mを11秒10で4年ぶりの優勝を果たし、さらに2006年ゴールデンリーグパリ大会において10秒92で優勝し、完全復活をアピールしたが、2007年10月5日に引退を表明（後述）。
2005年の新春に、TBSの「アテネ五輪美女総出演雨上がり＆極楽とんぼ炎の体育会TV2005!!」に出演するなど、時々日本のテレビ番組にもゲスト出演している。
2010年3月10日、バスケットボールの米女子プロリーグ・WNBAのタルサ・ショックと契約を結び、バスケットボール界に復帰することになったが、2011年シーズンは出場14試合で平均得点が1点以下とほとんど活躍できず、同年7月21日にチームを解雇された。

## 薬物使用疑惑
米国反ドーピング機構(USADA)はバルコ（BALCO）社によるドーピング疑惑事件に絡み、薬物使用の疑いでジョーンズに対する調査を行った。この会社はメジャーリーグでシーズン最多本塁打・通算最多本塁打の記録を更新したバリー・ボンズに薬物を提供したとされる会社である。
2004年12月3日には、バルコ社の創業者ビクター・コンテがABCのインタビューに答えて、ジョーンズが2000年シドニーオリンピック前と期間中および期間後に5つの異なる不正薬物を使用していたと述べた。
2007年10月4日、米ワシントン・ポストはジョーンズが自らが書いた手紙の中で、1999年から2年間にわたりクリア（THG）を含む薬物を、コーチに「栄養補助のアマニ油」と偽られて使用したことを告白していたと報じた。翌5日には薬物使用問題に関して偽証罪で訴追されていたニューヨーク州ホワイトプレーンズの連邦地方裁判所にて、連邦政府がドーピングに関する調査を行った際にステロイドホルモン剤の使用を否定したのは偽証であったことを認める証言を行い、同時に現役引退を表明。
2008年1月8日、ジョーンズは2000年のシドニーオリンピックで獲得した3個の金メダル、2個の銅メダルをアメリカオリンピック委員会(USOC)に返還、同大会以降の記録抹消にも応じた。USADAはジョーンズに2年間の出場停止処分を下した。（ちなみに、それに伴い2009年に各選手へ順位の繰り上げが行われ、メダル授与されている。）
特にメダルを獲得した1600メートルリレー（金メダル）と400メートルリレー（銅メダル）に関しては、USOCは他のメンバーにもメダルを自主返還するよう呼びかけており、余波が広がった。同年12月12日、IOCはマリオン・ジョーンズを2000年シドニー、2004年アテネ両オリンピックにおいて失格とし、また彼女の陸上競技記録を全て抹消した上で、2008年開催の北京オリンピックから追放すると発表した。その後、IOCは2008年4月にリレーの他メンバー7人についてもメダル剥奪処分を決めたためスポーツ仲裁裁判所での仲裁に持ち込まれ、2010年7月16日に失格処分は無効と裁定され、7人についてはメダル剥奪は撤回されている。
2008年1月11日、偽証罪などで禁錮6ヶ月の実刑判決が言い渡された。その後は3月7日よりサン・アントニオの刑務所に服役し、9月5日午前8時に出所した。

## 私生活
1998年、ノースカロライナ大学の陸上部のコーチであった砲丸投選手C.J.ハンターと結婚した。結婚に際して、選手・コーチの交際を禁じた学内規定によりハンターは解雇された。ハンターは禁止薬物ナンドロロンの陽性反応が出て、シドニーオリンピックへの参加資格を剥奪され、一年後、ジョーンズはハンターと離婚した。
その後、ジョーンズは100mの前世界記録保持者ティム・モンゴメリと交際し、2003年に彼との間に長男が生まれた。ジョーンズは妊娠のため2003年世界陸上選手権への出場を見送り、翌2004年のアテネオリンピックへの出場を目指して調整を行った。モンゴメリは2005年末に反ドーピング機関の裁定が出されると、引退を表明、ジョーンズとも離婚したことを明らかにした。
2007年2月24日、ジョーンズはシドニーオリンピック男子100m銅メダリストのオバデレ・トンプソンと再婚した。